# Ludwig von Portugal

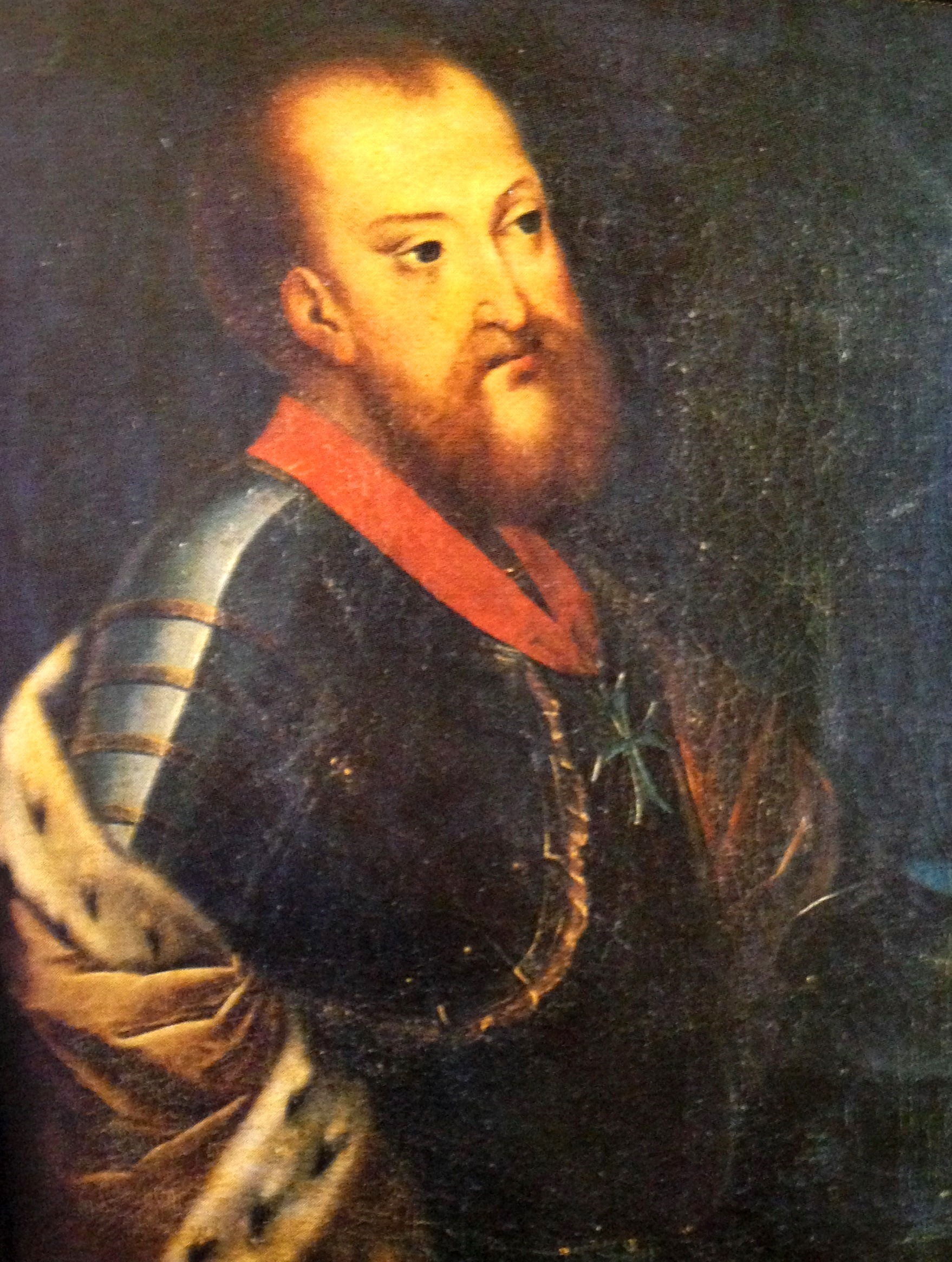
Ludwig von Portugal, Herzog von Beja

Infant Ludwig von Portugal, Herzog von Beja (* 3. März 1506 in Abrantes; † 27. November 1555 in Marvila) war der zweite Sohn von König Manuel I. von Portugal und dessen zweiter Frau Maria von Aragón, der dritten Tochter der Katholischen Könige. Er nahm an der Eroberung von Tunis teil.

## Biografie

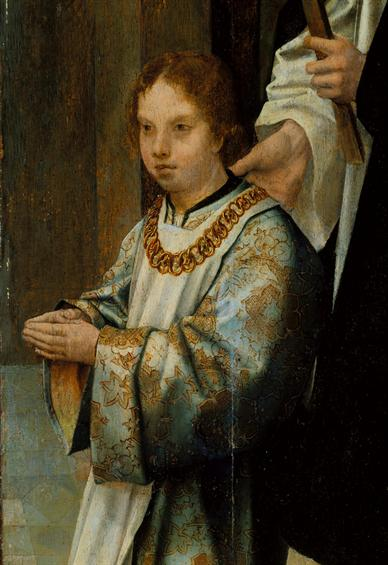
Ludwig auf dem Triptychon der Infanten; von Meister von Lourinhã, 1516.

Ludwig folgte seinem Vater als fünfter Herzog von Beja und wurde auch zum neunten Konnetabel des Reiches (portugiesisch: Condestável do Reino) und Prior des Johanniterordens von Jerusalem mit seinem portugiesischen Hauptsitz in der Stadt Crato ernannt.

## Tunisfeldzug
Beim Tunisfeldzug (1535) befehligte Ludwig, der Schwager Karls V., die portugiesische Armee. Karl V. bat Portugal um Unterstützung der Marine und bezog sich insbesondere auf die portugiesische Galeone São João Baptista, auch bekannt als Botafogo. Sie war mit 366 Bronzekanonen das mächtigste Schiff der damaligen Zeit. Es war der Botafogo-Rammsporn, der die Ketten von La Goletta zerstörte, welche die Hafeneinfahrt von Tunis schützten und es der christlichen verbündeten Flotte erlaubte, die Stadt zu erreichen und zu erobern.

## Familie
Als Kind zeigte er eine große Intelligenz und wurde von Professor Pedro Nunes in Philosophie, Arithmetik, Geometrie und Astronomie unterrichtet.
Als Ritter des Johanniterordens von Jerusalem konnte er nicht heiraten, sondern hatte einen unehelichen Sohn von Violante Gomes, einer Pelicana, einer Neuen Christin. Sie wurde lange Zeit als Sephardim oder Marrana verunglimpft, entstammt als Tochter von Pedro Gomes aus Évora dem niederen portugiesischen Adel. Sie starb am 16. Juli 1568 als Nonne in Almoster, Santarém. Einige Historiker vermuten, dass sie vielleicht in Évora heirateten und damit ihre Interessen für jeden Zweck legitimierten.

Sein Sohn António von Crato war einer der Thronanwärter nach dem Tod von König Sebastian von Portugal in der verheerenden Schlacht von Alcácer-Quibir und der anschließenden portugiesischen dynastischen Krise. Seine uneheliche Geburt hinderte ihn daran, den Thron zu besteigen, obwohl er 1580 33 Tage lang regierte.
Sie hatten vielleicht auch andere Söhne namens Juan Gómez de Portugal (1536–1610) und Joanes Gómez de Portugal (geb. 1540). Juan wurde am 31. März 1563 einer der Gründer der Villa de Santa María de los Lagos, Nueva Galicia (später Lagos de Moreno) im heutigen Jalisco, Mexiko.